# Крисчън (окръг, Илинойс)
Окръг Крисчън (на английски: Christian County) е окръг в щата Илинойс, Съединени американски щати. Площта му е 1854 km², а населението - 35 372 души (2000). Административен център е град Тейлървил.